# Trinkets
Trinkets is een Amerikaanse tienerdramaserie, gebaseerd op de gelijknamige roman uit 2013 van Kirsten Smith. De serie is gemaakt door Smith, Amy Andelson en Emily Meyer, en uitgebracht op 14 juni 2019  op Netflix. In juli 2019 werd de serie verlengd voor een tweede en laatste seizoen dat werd uitgebracht op 25 augustus 2020.

## Verhaal
Elodie, Moe en Tabitha ontmoeten elkaar op een wat ongebruikelijke plek, een bijeenkomst van anonieme kleptomanen. Maar de drie hebben meer gemeen dan een voorliefde voor dwangmatig stelen. Alle drie hebben ze hun levensproblemen en traumatische ervaringen die ze moeten overwinnen, ook al willen ze dat in eerste instantie niet toegeven. En zo worden de tieners al snel goede vriendinnen die elkaar uit de problemen helpen en luisteren naar elkaars behoeften en zorgen, wanneer ze niet bezig zijn met kleine plundertochten.

## Rolverdeling

### Hoofdrol
- Brianna Hildebrand als Elodie Davis
- Kiana Madeira als Moe Truax
- Quintessa Swindell als Tabitha Foster
- Brandon Butler als Brady Finch
- Odiseas Georgiadis als Noah Simos
- Larry Sullivan als Doug Davis
- Dana Green als Jenna
- Linden Ashby als Whit Foster (seizoen 2; terugkerend seizoen 1)
- October Moore als Vicky Truax (seizoen 2; terugkerend seizoen 1)

### Terugkerend
- Henry Zaga als Luca Novak
- Parker Hall als Spencer
- Jessica Lynn Skinner als Kayla Landis
- Haley Tju als Rachelle Cohen-Strauss
- Katrina Cunningham als Sabine
- Joy Bryant als Lori Foster
- Jacob Skidmore als AJ
- Andrew Jacobs als Ben Truax (seizoen 2)
- Chloë Levine als Jillian (seizoen 2)
- Austin Crute als Marquise ( seizoen2)
- Nik Dodani als Chase (seizoen 2)
- Bryce Earheart als Druggie Dave (seizoen 1)

## Afleveringen

### Seizoen 1
| Afl. | Titel                    | Regie             | Scenario                                  | Releasedatum Netflix |
| 1    | "Mirror Faces"           | Sara St. Onge     | Script van: Amy Andelson & Emily Meyer    | 14 juni 2019         |
| 2    | "Paper Tiger"            | Sara St. Onge     | Linda Gase                                | 14 juni 2019         |
| 3    | "P*ssy Palace"           | Clare Kilner      | Jess Meyer                                | 14 juni 2019         |
| 4    | "Happy F**king Birthday" | Clare Kilner      | Amy Andelson & Emily Meyer                | 14 juni 2019         |
| 5    | "Big Mistake"            | Sherwin Shilati   | Matt Shire                                | 14 juni 2019         |
| 6    | "Rearview Mirror"        | Sherwin Shilati   | Stephanie Coggins                         | 14 juni 2019         |
| 7    | "Truth Serum"            | Hannah Macpherson | Jess Meyer & Kirsten Smith                | 14 juni 2019         |
| 8    | "Monday I'm in Love"     | Hannah Macpherson | Amy Andelson & Emily Meyer                | 14 juni 2019         |
| 9    | "Night Market"           | Sara St. Onge     | Linda Gase                                | 14 juni 2019         |
| 10   | "The Great Escape"       | Sara St. Onge     | Amy Andelson, Emily Meyer & Kirsten Smith | 14 juni 2019         |

### Seizoen 2
| Afl. | Titel                            | Regie            | Scenario                                  | Releasedatum Netflix |
| 1    | "Supernova"                      | John Fortenberry | Amy Andelson, Emily Meyer & Kirsten Smith | 25 augustus 2020     |
| 2    | "Last Night of Freedom"          | John Fortenberry | Sarah Goldfinger                          | 25 augustus 2020     |
| 3    | "Disconnected"                   | Sherwin Shilati  | Alex Blagg                                | 25 augustus 2020     |
| 4    | "Ghouls Just Wanna Have Fun"     | Sherwin Shilati  | Emily Ryan Lerner                         | 25 augustus 2020     |
| 5    | "Works In Progress"              | Ayoka Chenzira   | Baindu Saidu & Courtney Perdue            | 25 augustus 2020     |
| 6    | "Ocean's 11th Grade"             | Ayoka Chenzira   | Emma Fletcher                             | 25 augustus 2020     |
| 7    | "Same Time Last Year"            | Megan Griffiths  | Crystal Ferreiro                          | 25 augustus 2020     |
| 8    | "Black Friday"                   | Megan Griffiths  | Emily Ryan Lerner & Kirsten Smith         | 25 augustus 2020     |
| 9    | "Aren't You Gonna Say Something" | Sara St. Onge    | Alex Blagg                                | 25 augustus 2020     |
| 10   | "We Belong"                      | Sara St. Onge    | Amy Andelson & Emily Meyer                | 25 augustus 2020     |

## Prijzen en nominaties
| Jaar | Prijs                   | Categorie                                                                                       | Genomineerde(n)                                                                                 | Uitslag     |
| ---- | ----------------------- | ----------------------------------------------------------------------------------------------- | ----------------------------------------------------------------------------------------------- | ----------- |
| 2020 | Daytime Emmy Award      | Uitstekende schrijven voor een kinder- of jeugdprogramma                                        | Uitstekende schrijven voor een kinder- of jeugdprogramma                                        | Gewonnen    |
| 2020 | Daytime Emmy Award      | Uitstekend programma voor jongvolwassenen                                                       | Uitstekend programma voor jongvolwassenen                                                       | Gewonnen    |
| 2020 | Daytime Emmy Award      | Uitstekende regie voor een kinder- of jeugdprogramma                                            | Sara St. Onge & Sherwin Shilati                                                                 | Genomineerd |
| 2020 | Daytime Emmy Award      | Uitstekende geluidsbewerking voor een live-actieprogramma                                       | Uitstekende geluidsbewerking voor een live-actieprogramma                                       | Genomineerd |
| 2020 | Young Entertainer Award | Beste jonge acteur - Webprestaties                                                              | Parker Hall                                                                                     | Genomineerd |
| 2021 | Daytime Emmy Award      | Uitstekende serie voor jongvolwassenen                                                          | Uitstekende serie voor jongvolwassenen                                                          | Gewonnen    |
| 2021 | Daytime Emmy Award      | Uitstekende Sound Mixing en Editing voor een Drama of Daytime Fiction Program                   | James Parnell                                                                                   | Genomineerd |
| 2021 | Daytime Emmy Award      | Uitstekende bewerking van één camera                                                            | Martin Wilson, Karoliina Tuovinen, Gregg Featherman & Erin Nicole Wyatt                         | Genomineerd |
| 2021 | Daytime Emmy Award      | Uitstekend kostuumontwerp/styling voor een drama- of dagfictieprogramma                         | Erin Aldridge Orr & Dionne Barens                                                               | Genomineerd |
| 2021 | Daytime Emmy Award      | Uitstekende casting voor een drama- of dagfictieprogramma                                       | John McAlary, Lana Veenker & Eryn Goodman                                                       | Genomineerd |
| 2021 | Daytime Emmy Award      | Uitstekende Art Direction/Set Decoratie/Scenic Design voor een Drama of Daytime Fiction Program | Uitstekende Art Direction/Set Decoratie/Scenic Design voor een Drama of Daytime Fiction Program | Genomineerd |
| 2021 | Daytime Emmy Award      | Uitstekend regieteam voor een fictieprogramma overdag                                           | Uitstekend regieteam voor een fictieprogramma overdag                                           | Genomineerd |
| 2021 | Daytime Emmy Award      | Uitstekende lichtrichting voor een drama- of dagfictieprogramma                                 | Uitstekende lichtrichting voor een drama- of dagfictieprogramma                                 | Genomineerd |
| 2021 | Daytime Emmy Award      | Uitstekende kapsels voor een drama- of fictieprogramma voor overdag                             | Uitstekende kapsels voor een drama- of fictieprogramma voor overdag                             | Genomineerd |